# PLMN
Veřejná pozemní mobilní síť (anglicky Public land mobile network, PLMN) je v telekomunikacích kombinací bezdrátových komunikačních služeb nabízených určitým operátorem v určité zemi. PLMN je obvykle zahrnuje několik celulárních technologií, jako GSM/2G, Universal Mobile Telecommunications System/3G, LTE/4G a NR/5G, nabízených jedním operátorem v dané zemi, často označovaných jako celulární rádiová síť.

## Kód PLMN
Každá PLMN síť je identifikována globálně jedinečným kódem PLMN, který se skládá z MCC (Mobile Country Code) a MNC (Mobile Network Code). Jde o pěti- až šesticiferné číslo identifikující zemi a operátora mobilní sítě v dané zemi, které se obvykle zapisuje ve tvaru 001-01 nebo 001–001.
Tento PLMN kód je součástí dalších čísel:
- Location Area Identity (LAI) – je tvořena kódem PLMN a Location Area Code (LAC)
- Cell Global Identity (CGI) – je tvořena kódem PLMN a Cell Identifier (identifikátor buňky)
- IMSI – je tvořeno kódem PLMN a mobile subscription identification number (MSIN), viz Kód PLMN a IMSI

## Úvodní nuly v kódech PLMN
MNC mohou být dvouciferná nebo tříciferná čísla, které spravuje správce příslušného národního číslovacího plánu. Čísla MNC mohou začínat úvodními nulami, které se nesmí vypustit. Příkladem země, kde se současně používají tří- i dvouciferné MNC s úvodními nulami, jsou např. Bermudy, kde se používají PLMN kódy 350-007 a 350-00, 350-01 (viz seznam na stránce en:Mobile country code).

## Kód PLMN a IMSI
IMSI, který identifikuje SIM nebo USIM mobilního účastníka, typicky začíná kódem PLMN. IMSI patřící do PLMN 262-33 může mít tvar 262330000000001. Mobilní telefony používají kód sítě pro detekci roamingu, který při přihlášení mobilního telefonu v síti s jiným PLMN kódem, než je kód vlastní sítě v USIM IMSI, indikují obvykle zobrazením písmene „R“ v ikoně ukazující sílu mobilního signálu.

## Služby PLMN
PLMN typicky nabízí mobilním účastníkům následující služby:
- Nouzové volání na místní požární/záchrannou/policejní stanici.
- Telefonní hovory (hlasová volání) mezi účastníky různých PLMN („mobilních sítí“) a veřejné pevné telefonní sítě (PSTN), realizované např. jako pevná telefonní síť nebo VoIP síť.
- Výměna SMS (služba krátkých textových zpráv) mezi účastníky různých PLMN nebo sítí SIP (původní forma textové komunikace na mobilních telefonech, nyní často nahrazená instant messagingem).
- Zasílání multimediálních zpráv (MMS) mezi účastníky různých sítí.
- Unstructured Supplementary Service Data (USSD) pro interakce specifické pro operátora (například vytočení kódu *22# pro zobrazení zůstatku kreditu na předplacené kartě).
- Datová konektivita do Internetu pro libovolné služby využívající GPRS v GSM, IuPS v Universal Mobile Telecommunications System nebo LTE.

Dostupnost, kvalita a šířka pásma těchto služby silně závisí na konkrétní technologii, kterou PLMN používá.